# Teflon

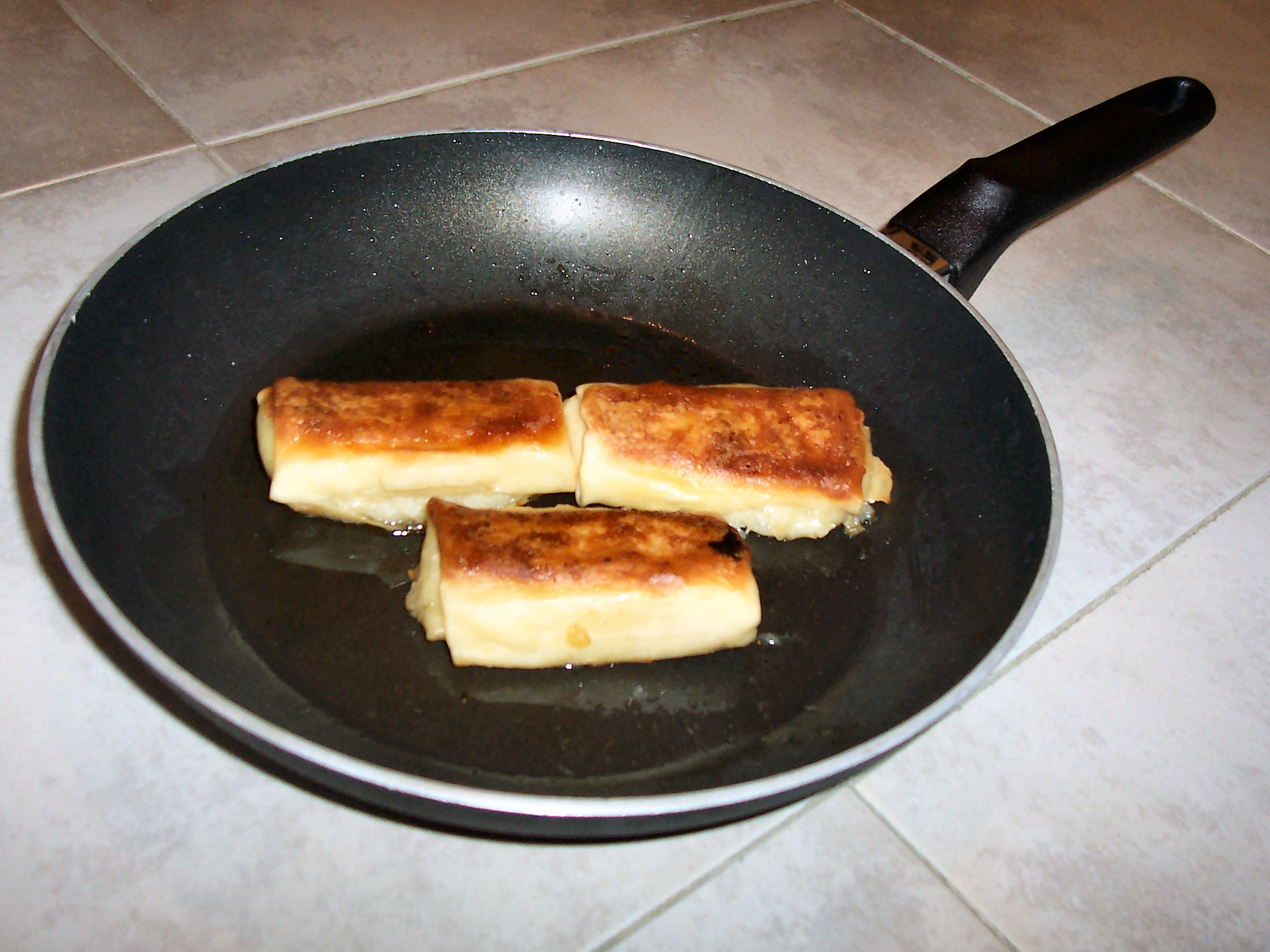
Den kanske vanligaste associationen till ordet Teflon.

Teflon är sedan 1944 DuPont-koncernens varumärke för bland annat polytetrafluoreten (PTFE), en fluorplast med fysiska egenskaper som gör den mycket hal (låg friktionskoefficient) samt temperatur- och kemikaliebeständig. PTFE är främst förknippat som ytbeläggning på olika kokkärl.

## Historik
Teflon uppfanns av misstag 1938 av Roy J. Plunkett, anställd vid Kinetic Chemicals, ett företag som var ett samriskföretag mellan DuPont och General Motors. Egentligen forskade man på att ta fram ett nytt köldmedel (CFC) till kylskåp som skulle ersätta giftiga varianter som ammoniak, metylklorid och svaveldioxid. Plunkett hade förvarat Tetrafluoreten i cylindrar inbäddat i torris i väntan på att klor skulle tillföras. När en cylinder öppnades fann man ett vitt pulver i stället för gas. I stället för att kassera pulvret analyserade Plunkett det och upptäckte att ämnet hade extremt låg friktion samt var värmebeständigt. Plunkett sökte patent på sin nya upptäckt i Kinetic Chemicals namn 1939, ett patent som godkändes 1941. Varumärket Teflon registrerades 1944. Industriella produkter kom i mitten av 1940-talet, men teflon blev allmänt känt först från 1950 i och med  DuPonts lansering av en teflonöverdragen brödform samt franska Tefals lansering av teflonstekpannan.
Varumärket Teflon används även för ämnena Fluorerad etenpropen (eller FEP) och Perfluoroalkoxy (eller PFA).

## Risker
PTFE-plaster är stabila ämnen upp till 350 grader. Vid högre temperatur kan plasten utsöndra giftiga gaser. Materialet är svårnedbrytbart i naturen, vilket kan medföra hälsorisker för bland annat fåglar, däggdjur och människor. Ämnet är även cancerframkallande. På SVT finns en dokumentär som följer de människoöden som arbetade i fabriken och avled till följd av ämnet. Händelserna gestaltades även i spelfilmen Dark Waters från 2019.

## Bildgalleri

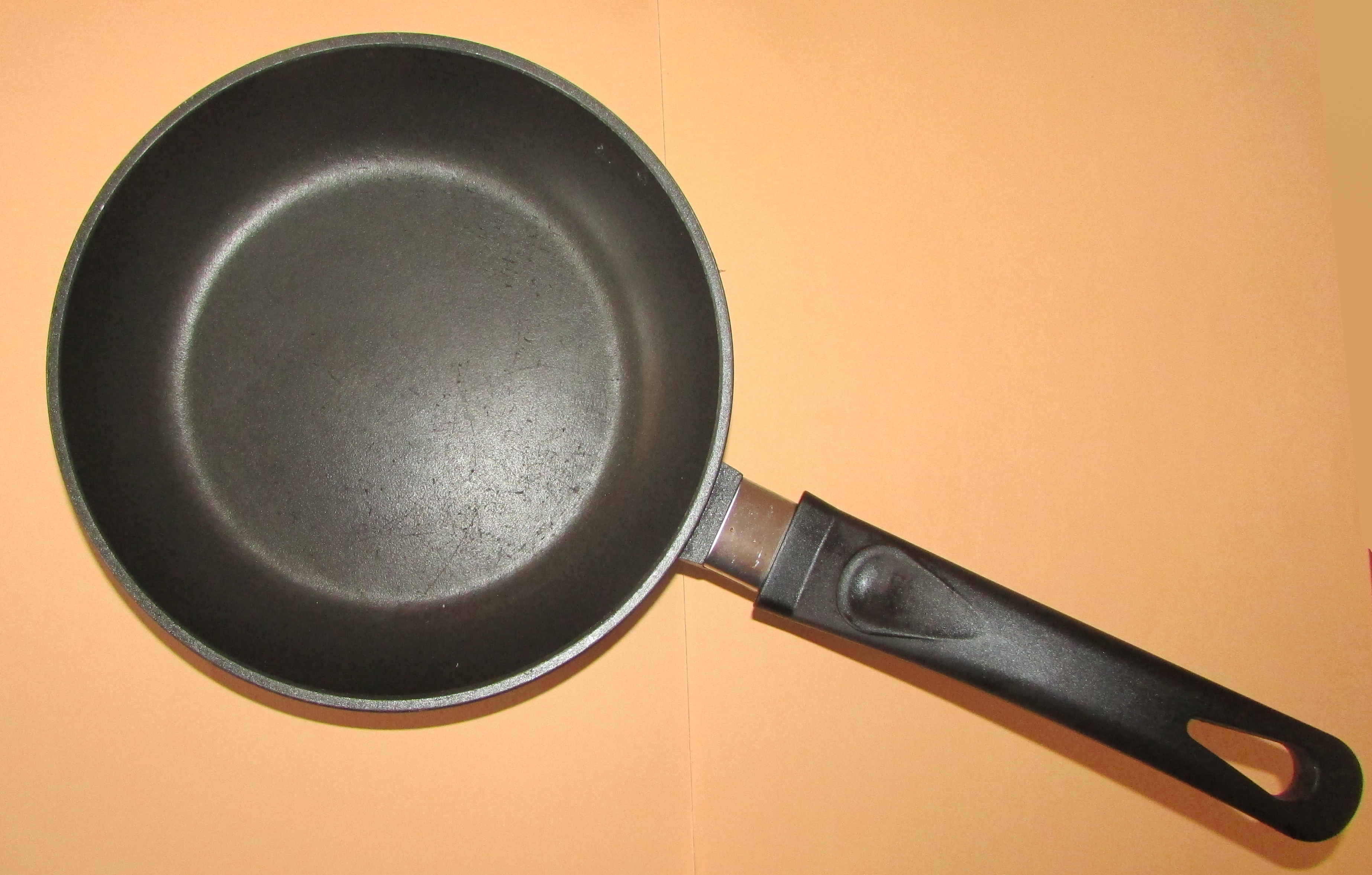
Teflonstekpanna
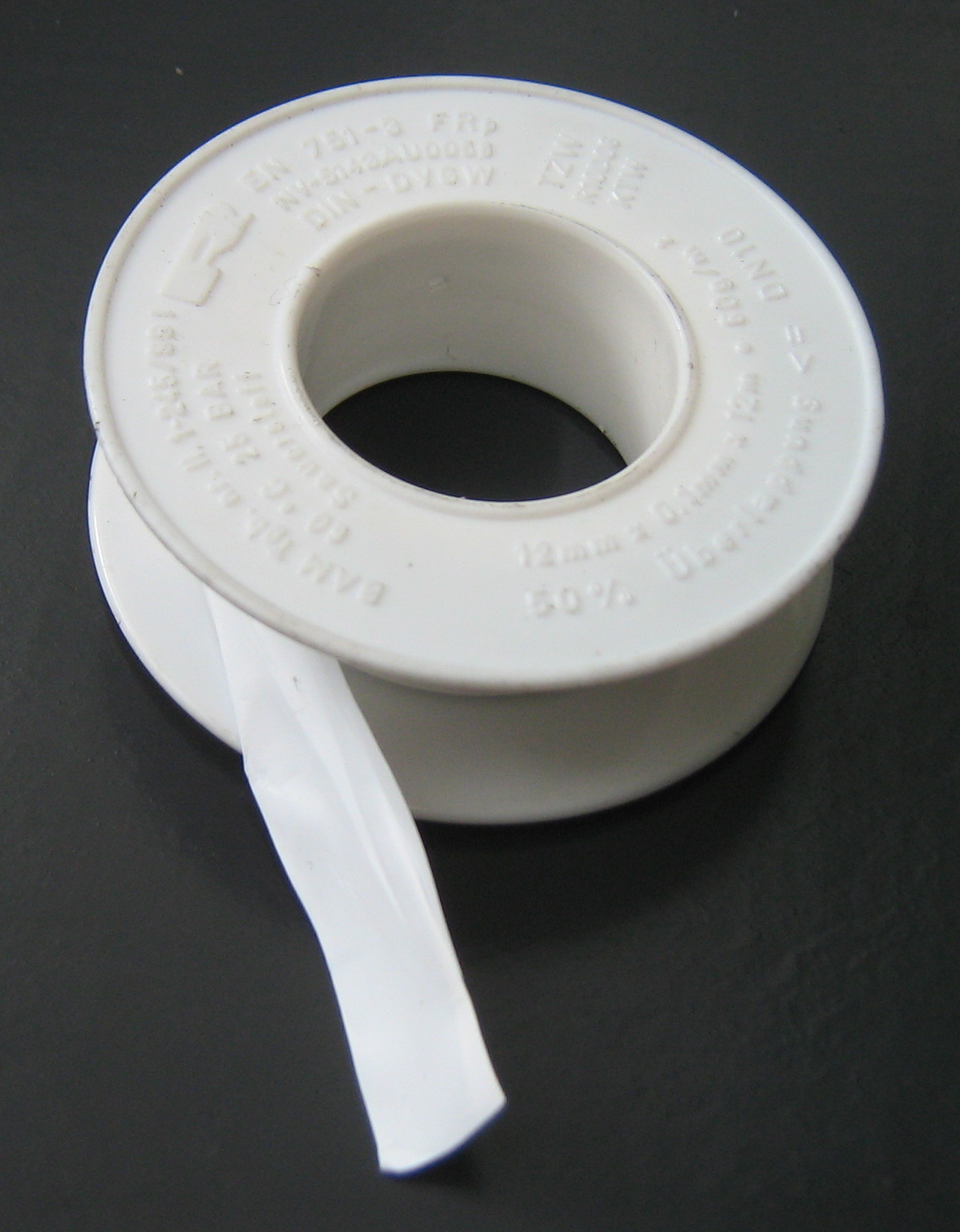
Gängtejp av Teflon
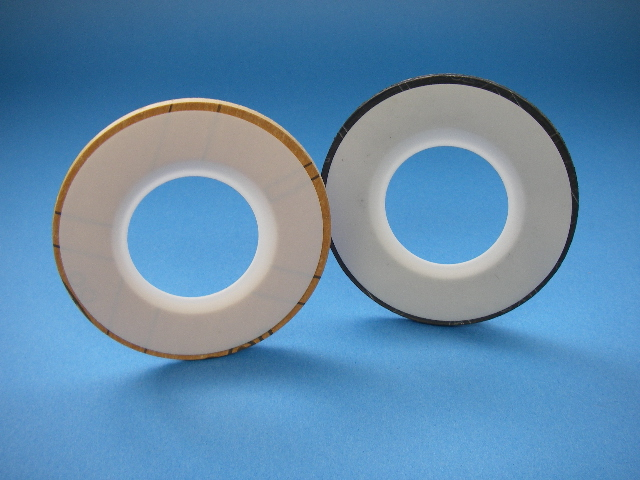
Tätning av Teflon
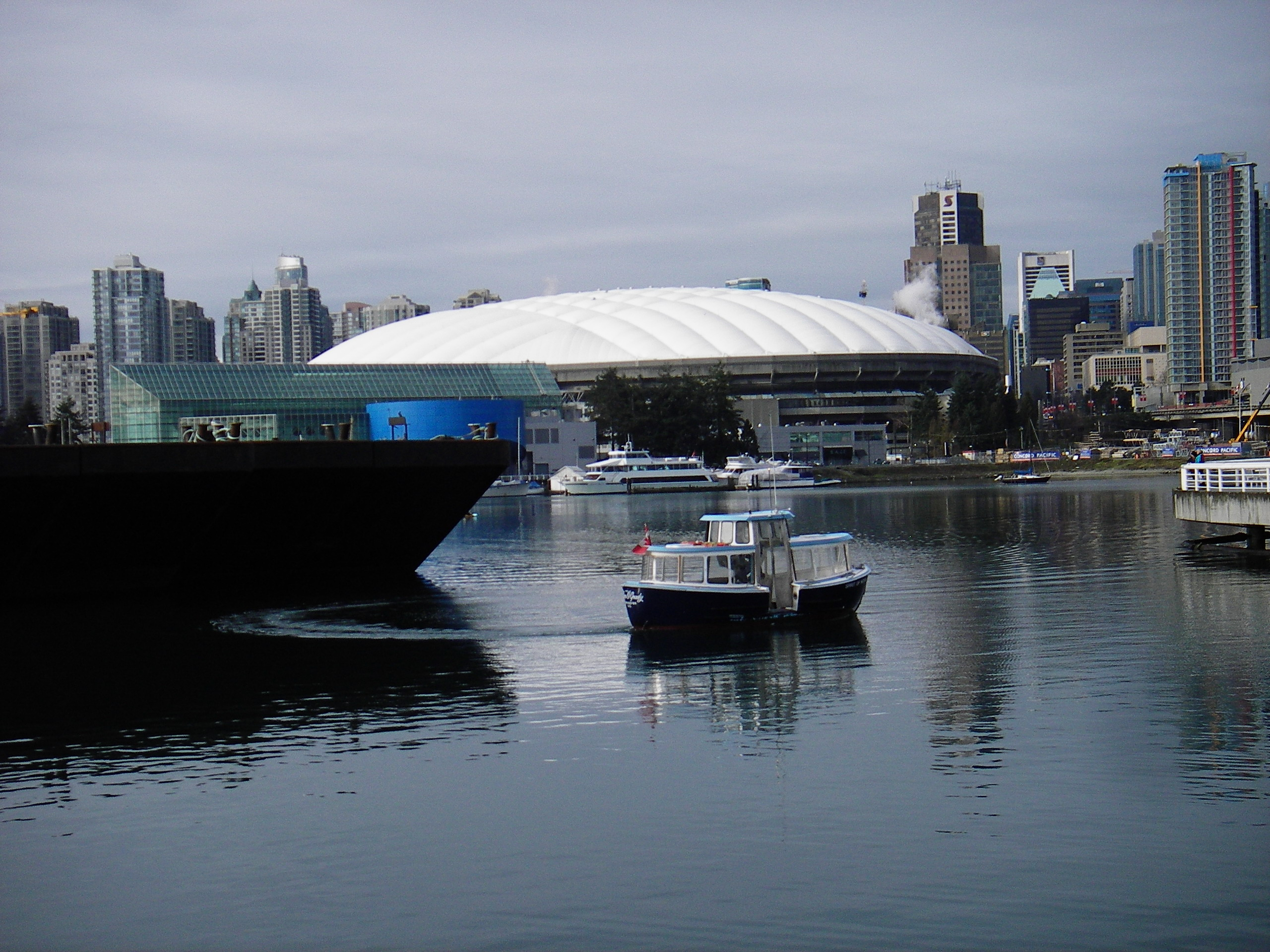
BC Place arena, vars tak är tillverkat i Teflon
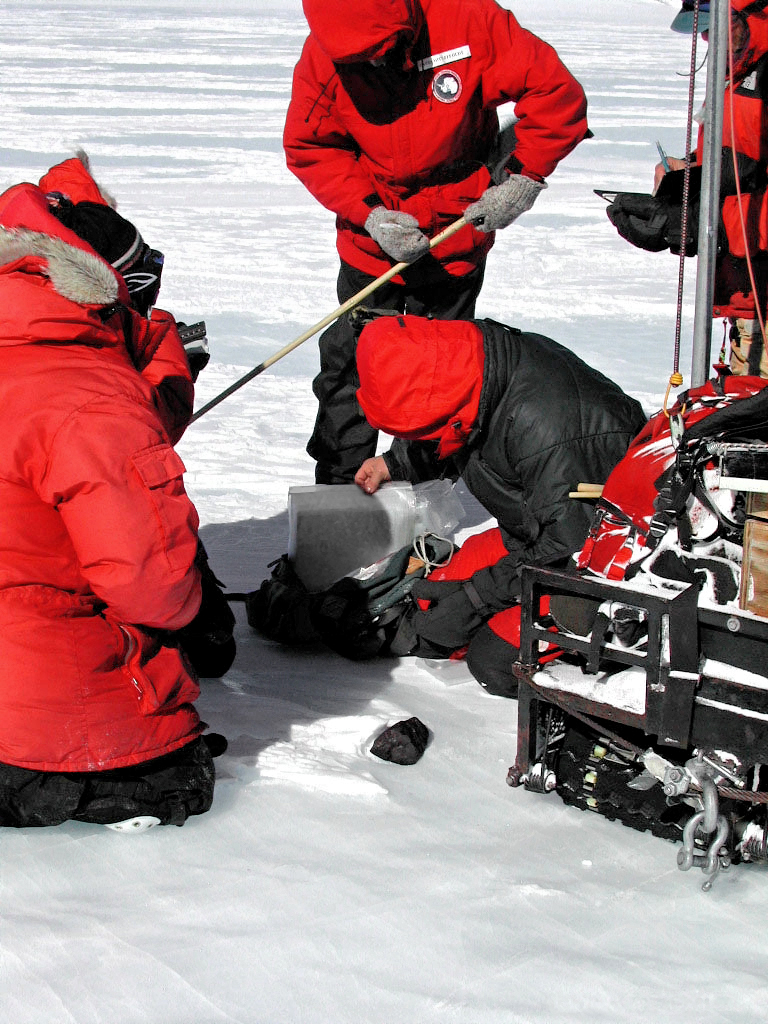
En expedition packar en meteorit i en Teflonpåse